# Jarosław Czerwonko
Jarosław Ernest Czerwonko (ur. 1961) – komandor pilot rezerwy. W latach 2018–2021 dowódca Gdyńskiej Brygady Lotnictwa Marynarki Wojennej.

## Życiorys
Komandor pilot Jarosław Czerwonko - absolwent Wyższej Oficerskiej Szkoły Lotniczej w Dęblinie, którą ukończył w 1984 roku, uzyskując stopień podporucznika i tytuł inżynier pilot. Na swoje pierwsze stanowisko został skierowany do 7. pułku lotnictwa specjalnego Marynarki Wojennej w Darłowie. Kolejną jednostką w której służył komandor Czerwonko  była 40 eskadra zwalczania okrętów podwodnych i ratownictwa, która w lipcu 1995 roku została przeformowana w 2 dywizjon lotniczy. W wyniku reorganizacji struktur Brygady Lotnictwa Marynarki Wojennej 2 dywizjon lotniczy został z dniem 01 stycznia 2003 roku przeformowany w 29 eskadrę lotniczą, gdzie komandor Czerwonko pełnił obowiązki zastępcy dowódcy eskadry. W latach 2003 do 2011 miejscem pełnienia służby było Dowództwo Marynarki Wojennej, gdzie zajmował szereg stanowisk. Między innymi starszego specjalisty w oddziale szkolenia, skończywszy na stanowisku Szefa Lotnictwa Marynarki Wojennej.
W wyniku reformy struktur dowodzenia z początkiem 2014 roku rozpoczął służbę w Dowództwie Generalnym Rodzajów Sił Zbrojnych na stanowisku Szefa Oddziału Lotnictwa Śmigłowcowego. W kwietniu 2015 roku objął stanowisko zastępcy dowódcy Brygady Lotnictwa MW.
13 czerwca 2018 roku czasowo objął obowiązki Dowódcy Brygady Lotnictwa MW od odchodzącego na emeryturę po ukończeniu 60 roku życia, komandora pilota Tadeusza Drybczewskiego. Od dnia 29 października 2018 pełni obowiązki Dowódcy BLMW.
Komandor pilot Jarosław Czerwonko przez cały okres służby związany jest z lotnictwem Marynarki Wojennej. Jest pilotem – instruktorem i posiada klasą mistrzowską pilota wojskowego oraz uprawnienia pilota doświadczalnego I klasy. Jego osobisty nalot wynosi ponad 3060 godzin z czego ponad 2500 za sterami śmigłowców Mi-14PŁ. Przez ponad 40 lat służby w lotnictwie latał na: samolotach TS-11 „Iskra”, SbLim-2, Lim-5 oraz na śmigłowcach Mi-2. Podczas tej służby uczestniczył w wielu ćwiczeniach zarówno krajowych i międzynarodowych. Możliwości pilotażowe śmigłowca Mi-14PŁ prezentował na licznych pokazach lotniczych i prezentacjach. Jako pierwszy w lotnictwie SZ RP, wykonał zrzut torpedy MU-90. Przewodniczył zespołowi, który opracował „Instrukcję Organizacji Lotów z Pokładów Okrętów”. Jego kunszt, jako pilota, został doceniony przez wyróżnienie go min. statuetką „Ikara” oraz dwukrotnie tytułem „Zasłużonego Pilota Wojskowego”.
Komandor pil. Czerwonko, w dniu 26 marca 2021 roku wykonał swój lot pożegnalny w lotnictwie wojskowym. Statkiem powietrznym za sterami, którego zasiadł po raz ostatni Dowódca Brygady był śmigłowiec Mi-14PŁ o numerze 1005. W tym samym dniu, podczas uroczystego apelu w obecności Dowódcy Generalnego RSZ i zaproszonych gości, komandor Czerwonko pożegnał się po ponad 40 latach służby z mundurem. Obowiązki Dowódcy BLMW przekazał swojemu zastępcy – kmdr. pil. Cezaremu Wiatrakowi. 

## Awanse
- podporucznik – 1984
- porucznik – 1987
- kapitan – 1991
- komandor podporucznik – 1997
- komandor porucznik – 2004
- komandor – 2011

## Odznaczenia i wyróżnienia
- Brązowy Krzyż Zasługi – 2006[3]
- Srebrny Medal „Za Długoletnią Służbę” – 2009
- Złoty Medal „Za zasługi dla obronności kraju” – 2009
- Złoty Medal „Siły Zbrojne w Służbie Ojczyzny” – 2014
- Odznaka Honorowa Marynarki Wojennej – 2012
- Odznaka Honorowa Sił Powietrznych – 2017
- Lotniczy Krzyż Zasługi – 2020[4]
- Odznaka tytułu honorowego „Zasłużony Żołnierz RP” II Stopnia (Srebrna) – 2013
- Odznaka tytułu honorowego „Zasłużony Pilot Wojskowy” – dwukrotnie: 2007[5] i 2016[6]
- Kordzik Honorowy Sił Zbrojnych RP z orłem Sił Powietrznych – 2014
- Odznaka Pilota klasy mistrzowskiej
- Odznaka pamiątkowa BLMW – 2018, ex officio
- Odznaka absolwenta AMW
- Statuetka Ikara – 2005
- Odznaka pamiątkowa Dowództwa Generalnego RSZ – 2019
- Szabla Honorowa Wojska Polskiego - 2021